# La Florida, Pueblo Nuevo Solistahuacán
La Florida är en ort i Mexiko.   Den ligger i kommunen Pueblo Nuevo Solistahuacán och delstaten Chiapas, i den sydöstra delen av landet, 700 km öster om huvudstaden Mexico City. La Florida ligger 1 942 meter över havet och antalet invånare är 818.
Terrängen runt La Florida är kuperad söderut, men norrut är den bergig. La Florida ligger uppe på en höjd. Runt La Florida är det ganska tätbefolkat, med 86 invånare per kvadratkilometer. Närmaste större samhälle är Rincón Chamula, 4,5 km söder om La Florida. I omgivningarna runt La Florida växer i huvudsak städsegrön lövskog.